# Liste der Monuments historiques in Villy-en-Trodes
Die Liste der Monuments historiques in Villy-en-Trodes führt die Monuments historiques in der französischen Gemeinde Villy-en-Trodes auf.

## Liste der Objekte
| Bezeichnung                              | Beschreibung               | Standort                        | Kennzeichnung | Schutzstatus | Datum | Bild |
| ---------------------------------------- | -------------------------- | ------------------------------- | ------------- | ------------ | ----- | ---- |
| Taufbecken                               | Kalkstein, 16. Jahrhundert | in der Kirche St-Laurent (Lage) | PM10002972    | Classé       | 1913  |      |
| Relief Martyrium des heiligen Laurentius | Kalkstein, 14. Jahrhundert | in der Kirche St-Laurent (Lage) | PM10002971    | Classé       | 1895  |      |